# Taman Bali
Taman Bali is een bestuurslaag in het regentschap Bangli van de provincie Bali, Indonesië. Taman Bali telt 6022 inwoners (volkstelling 2010).